# Patissa punctum
Patissa punctum là một loài bướm đêm trong họ Crambidae.